# Vadnais Heights, Minnesota
Vadnais Heights, Minnesota là một thành phố nằm ở quận Ramsey thuộc tiểu bang Minnesota, Hoa Kỳ. Thành phố có diện tích 21,5  km² với 2,6  km² mặt nước, dân số theo ước tính năm 2000 của Cục điều tra dân số Hoa Kỳ là 13.069  người.